# Антонија Млађа
Антонија Млађа (лат. Antonia Minor; Атина, 31. јануар 36. п. н. е. − Рим, 1. мај 37) била је млађа од две преживеле кћерке Марка Антонија и Октавије. Била је нећака цара Августа, снаја цара Тиберија, баба по оцу цара Калигуле и царице Агрипине Млађе, мајка цара Клаудија и прабаба по мајци цара Нерона. Надживела је свог супруга Друза, свог најстаријег сина, ћерку и неколико унука.

## Биографија

### Детињство и младост
Антонија Млађа рођена је у Атини, а после 36. године п. н. е. мајка Октавија ју је са братом и сестрама одвела у Рим. Била је најмлађа од петоро деце. Њена мајка је из првог брака имала троје деце: Клаудију Марцелу Старију, Клаудију Марцелу Млађу и Марка Клаудија Марцела, а са њеним оцем (Марком Антонијем) још једну кћерку, Антонију Старију. Антонија никада није упознала оца; Марко Антоније се развео од њене мајке 32. п. н. е. и извршио самоубиство две године касније.
Одгајили су је мајка, ујак Август и ујна Ливија Друзила. Наследивши поседе у Италији, Грчкој и Египту, била је богата и утицајна жена у domus Caesaris-у („домаћинству Империје”), која је често примала посетиоце у Риму. Била је упозната са Луцијем Вителијем, конзулом и оцем Аула Вителија, будућег цара.

### Брак и породица
Године 16. п. н. е. удала се за римског генерала и будућег конзула Нерона Клаудија Друза. Друз је био пасторак њеног ујака Августа, други син Ливије Друзиле и брат будућег цара Тиберија. Имали су много деце, али је само троје преживело: чувени генерал Германик, Ливила и будући римски цар Клаудије.
Једна песма Кринагоре са Митилене спомиње Антонијину прву трудноћу, која је могла бити са њеним дететом пре Германика, које је морало умрети у раном детињству или као одојче.
Друз је преминуо у јуну 9. п. н. е. у Германији, услед компликација од повреда задобијених након пада с коња. После његове смрти, иако је њен ујак  вршио притисак да се поново уда, Антонија то никада није учинила.
Антонија је одгајала своју децу у Риму. Тиберије је усвојио Германика 4. године нове ере. Германик је преминуо 19. године, наводно отрован од стране Гнеја Калпурнија Пизона и Мунације Планцине. Тацит сугерише, али не тврди директно у Аналима (3.3), да је по наређењу Тиберија и Ливије Друзиле Антонији било забрањено да присуствује његовој сахрани. Када је Ливија Друзила преминула у јуну 29. године, Антонија је преузела бригу о својим млађим унуцима: Калигули, Агрипини Млађој, Јулији Друзили, Јулији Ливили и касније Клаудији Антонији.

### Сукоб са Ливилом
Године 31, завера њене ћерке Ливиле и Сејана, озлоглашеног Тиберијевог преторијанског префекта, да убију цара Тиберија и Калигулу и преузму престо за себе, разоткривена је од стране Апикате, Сејанове отуђене бивше жене. Ливила је наводно отровала свог мужа, Тиберијевог сина, Друза Јулија Цезара, 23. године нове ере како би га уклонила као ривала.
Сејан је погубљен пре него што је Ливила умешана у злочин. Након Апикатине оптужбе, која је стигла у облику писма упућеног цару, неколико саучесника је погубљено, док је Ливила предата својој мајци ради казне. Касије Дион наводи да је Антонија затворила Ливилу у њену собу, где је остављена да умре од глади.

### Смрт
Када је Тиберије умро, Калигула је постао цар у марту 37. године. Калигула је Антонији доделио сенаторски декрет, којом су јој додељене све почасти које је Ливија Друзила примала за живота. Такође јој је понуђена титула Аугусте, која је раније била додељена само Августовој жени Ливији, али је она то одбила.
Антонија је умрла 1. маја 37. године. Светоније и Касије Дион тврде да ју је Калигула довео до самоубиства. Према Барету:
Али пошто није стигао у Рим све до 28. марта, и био је одсутан из града већи део априла, сакупљајући посмртне остатке своје мајке и брата, мало је вероватно да је имао много времена да Антонију доведе до смрти увредљивим понашањем. Такође је тешко замислити да није одао никакву почаст њеној смрти, као што Светоније наводи. Она је преминула у време када је еуфорија због почетка његове владавине још увек била присутна, а без обзира на било какво личну приврженост, јавна увреда у овом тренутку најпоштованијој жени у Риму, чија је смрт забележена у локалним фастима, била би политички незамислива.
Када је Клаудије постао цар после убиства свог нећака 41. године, доделио је својој мајци титулу Августе. Њен рођендан постао је јавни празник, уз годишње игре и јавна жртвовања. Њена слика била је излагана у кочијама, што је било део јавне прославе.